# Јан Маинми
Јан Маинми (фр. Ian Mahinmi; Руан, 5. новембар 1986) бивши је француски кошаркаш. Играо је на позицији центра.

## Успеси

### Клупски
- ЕБ По Ортез:
  - Куп Француске (1): 2007.

- Далас маверикси:
  - НБА (1): 2010/11.

### Репрезентативни
- Европско првенство до 18 година:  2004.